# 프란츠 요제프 슈트라우스
프란츠 요제프 슈트라우스(독일어: Franz Josef Strauß, 1915년 9월 6일 ~ 1988년 10월 3일)는 독일의 정치인이다.

## 생애
1915년 9월 6일 바이에른 왕국 뮌헨에서 도축업자의 아들로 태어나 교원 자격을 땄지만, 곧바로 닥친 2차대전으로 인해 징집된다. 독소전쟁 초기 심각한 동상을 입은 뒤로는 주로 방공포 부대에서 근무했으며, 1945년 종전 당시 최종 계급은 중위였다. 종전 이후 바이에른을 점령한 미군 측의 통역으로 활동하면서 미군 측에 의해 바이에른 주의회(Landrat) 의원으로 지정되어서 기독교사회연합의 창당에 기여하면서 본격적으로 정치인으로서의 행보를 시작했다.
1949년 첫 총선에서 의원으로 선출된 이후 당시 독일 수상이었던 콘라트 아데나워의 눈에 들어 내각에 입각하여 특임장관, 원자력에너지부 장관, 국방장관과 같은 요직을 거치면서 아데나워의 유력한 후계자로 거론되기 시작한다. 그러나 장관 시절 발생한 사건사고가 끝끝내 그의 대권 야심에 발목을 잡았다. 국방부 장관 재임 시절 F-104 전투기를 구매하는 조건으로 록히드 사로부터 1000만 달러를 받았다라는 뇌물 스캔들이 터지면서 곤욕을 치렀다. 여기에 1962년 시사 잡지 슈피겔이 나토의 작전에 대해 보도하자 슈피겔의 편집진들을 반역죄 혐의로 기소하여 물의를 일으켰다. 당연히 언론의 자유를 침해한 행위에 대한 공격이 잇따랐고 거기다 조사 과정에서 슈트라우스가 독일 의회에 거짓 증언을 한 것까지 밝혀지면서 엄청난 비난이 그에게 쏟아졌고 결국 슈트라우스는 장관직에서 사퇴해야만 했다.
1966년 쿠르트 게오르크 키징거 수상에 의해 재무부 장관으로 재발탁되면서 화려하게 중앙정계에 복귀한 슈트라우스는 기민/기사당이 야당으로 전락한 1969년 이후 독일 사회민주당 빌리 브란트 정권을 비판하는 대표적인 저격수로 브란트의 동방정책에 대해 신랄한 비판을 퍼부었다.
한편 이 시기에서 우파진영의 헤게모니를 둘러싸고 헬무트 콜과도 경쟁이 계속되었는데, 1976년 총선에서 헬무트 콜이 헬무트 슈미트에게 패배하자 슈트라우스는 콜의 정치력을 비판하면서 기독교사회연합과 기독교민주연합의 자매관계를 끊고 독자적으로 행동하고자 했다. 이이 노발대발한 기민련은 바이에른 지역에도 기민당의 독자 후보를 출마시키겠다고 기사련과 슈트라우스에게 엄포를 놓았고 결국 슈트라우스는 자매관계를 유지할 수 밖에 없었다.
1980년 총선에서 우니온의 총리후보로 나섰지만 우니온은 1976년 총선보다 무려 20석을 더 잃는 처참한 참패를 당하고 만다. 이 총선은 콜과 슈트라우스 간 싸움의 종결선언과도 같았고 슈트라우스는 사실상 중앙정계에서 은퇴해 바이에른주 주총리 직을 수행하는데 전념한다.
이후 슈트라우스는 1988년 10월 1일 레겐스부르크 근교에서 사냥을 하다가 갑자기 의식을 잃고 쓰러져 이틀후인 3일에 숨을 거둔다.